# Álvaro Pereira (jornalista)
Álvaro Rodrigues Pereira (Coromandel, 10 de julho de 1952) é um jornalista e político brasileiro.

## Biografia
Seu pai, o médico Ermiro Rodrigues Pereira foi prefeito de Coromandel. Com quinze anos, mudou-se para Brasília, onde formou-se em jornalismo, na Universidade de Brasília em 1974.
Iniciou sua carreira profissional em 1972, como repórter do Jornal de Brasília e naquele mesmo ano foi contratado pela sucursal de Brasília da revista Veja, onde permaneceu por cinco anos. Foi contratado para trabalhar na redação de Brasília da rede Globo em 1978, iniciando como editor de matérias de política para o Jornal Nacional. Foi também comentarista político do Jornal da Globo durante seis anos, até 1985. Em 1987 e 1988 liderou a equipe que cobriu os trabalhos para a elaboração e promulgação da Constituição Brasileira de 1988.
Em 1990, Álvaro Pereira candidatou-se a deputado federal pelo Partido da Social Democracia Brasileira nas eleições de 1990, desligando-se da rede Globo. Conseguiu uma vaga como suplente entre outubro de 1992 a dezembro de 1993.
Em 2009 passou a ser o editor-chefe e apresentador do SBT Brasília. Atualmente (2015) é comentarista político nos programas jornalísticos da emissora.

## Publicações
- Cara ou Coroa: Tudo o que Você Precisa Saber sobre Parlamentarismo, Presidencialismo e Monarquia (1993)
- Depois de FHC: Personagens do Cenário Político Analisam o Governo Fernando Henrique Cardoso e Apontam Alternativas para o Brasil (2002)[3]

## Prêmios
- Grande Medalha da Inconfidência, concedida pelo Governo do Estado de Minas Gerais
- Medalha Santos Dumont, concedida pelo Governo do Estado de Minas Gerais
- Medalha Ordem do Mérito Legislativo, concedida pela Assembleia Legislativa de Minas Gerais.